# Платонова Горпина Миколаївна
Горпина Миколаївна Платонова (рос. Агриппи́на Никола́евна Плато́нова; до шлюбу Маркачова, рос. Маркачёва; 1929, с. Михайлівська Слобода, Московський повіт, Московська губернія, СРСР) — російська доярка колгоспу імені Тельмана Раменського району Московської області, Герой Соціалістичної Праці (1949).

## Біографія
Народилася в 1929 році в селі Михайлівська Слобода, Московський повіт, Московська губернія (нині Раменський міський округ Московської області) в селянській родині. За національністю росіянка.
З 1941 року, допомагаючи матері — доярці колгоспу, доглядала за 18 коровами, в січні 1943 року працювала дояркою. У 1948 році, представляючи колгосп і Раменський район на обласних змаганнях доярок, завоювала 2-е місце.
За підсумками 1948 року отримала від 8 корів по 5213 кілограмів молока з вмістом 191 кг молочного жиру в середньому від корови за рік, що практично вдвічі більше, ніж у інших доярок.
Указом Президії Верховної Ради СРСР від 7 квітня 1949 року «за отримання високої продуктивності тваринництва в 1948 році» Г. М. Маркачова удостоєна звання Героя Соціалістичної Праці з врученням ордена Леніна і золотої медалі «Серп і Молот».
Брала участь у всесоюзних змаганнях, до 1963 року була в числі кращих доярок господарства, багаторазово брала участь у Виставці досягнень народного господарства (ВДНГ) СРСР.
Після 21 року роботи у зв'язку з захворюванням перейшла в польову бригаду, потім працювала у дитячому комбінаті. Обиралася депутаткою Чулковської сільської ради. У 1980 році вийшла на пенсію, проживає в селі Чулково Раменського району.
Нагороджена орденом Леніна (07.04.1949), медалями.